# San-Sou-Pap

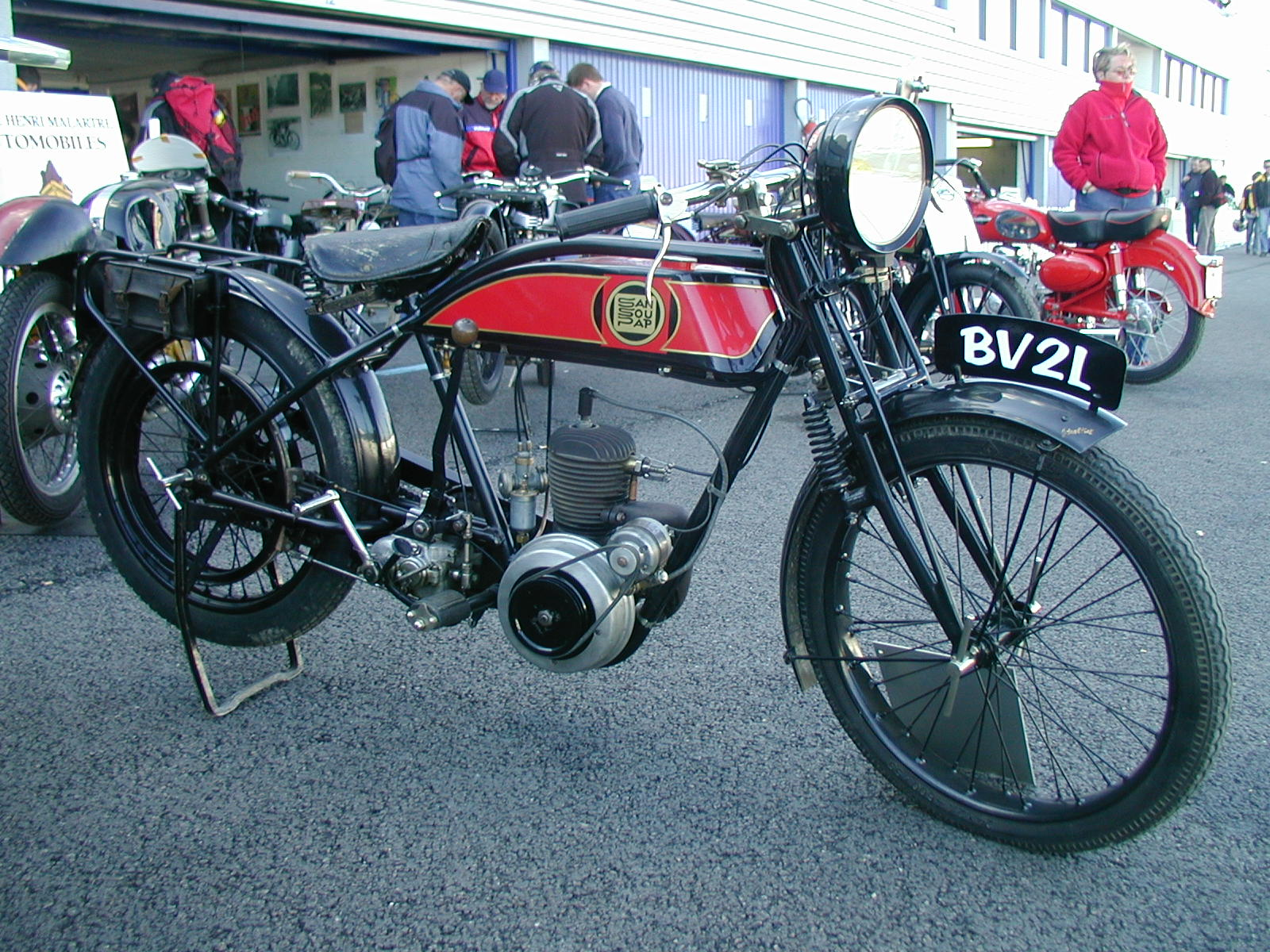
Sans Sou Pap motorfiets

San-Sou-Pap is een historisch merk van motorfietsen.
Ets. Motex, Bvd Hausmann, Paris, later Ets. San-Sou-Pap, Pantin, Seine, Motorcyclettes San-Sou-Pap, Colombes, Seine en Ets. Rovin-San Sou Pap, Paris (1923-1936).
De naam van dit Franse merk is afgeleid van “sans soupapes”, wat “zonder kleppen” betekent. Je zou dus zeggen dat men tweetakten bouwde, en in de beginjaren was dat ook zo.
Tot 1929 hadden de machines Train-tweetaktmotoren van 98- tot 248 cc. Daarna nam Robert de Rovin het bedrijf over en werden er ook 248- en 498 cc JAP-, Velocette- en MAG-zij- en kopkleppers gebruikt.